# Hans Roth
Hans Rooth, född 27 oktober 1926 i Gävle, död där 23 juni 2006, var en svensk målare.
Han var son till försäljaren Erik Roth och Ebba Fasteson. Rooth studerade för Bengt Eklund vid Arbetarnas bildningsförbunds målarskola i Gävle och kom därmed att stå i kontakt med Brynäsgruppen. Han medverkade i Gävleborgs läns konstförenings utställningar på Gävle museum och med Konstnärsgillet på Gävle stadshus samt ett flertal vandringsutställningar. Hans konst består av stilleben och landskapsmålningar i en dämpad färgskala.